# Belgiens Grand Prix 1967
Belgiens Grand Prix 1967, officiellt XIII Grote Prijs Van Belgie var en Formel 1-tävling som hölls den 18 juni 1967 på Circuit de Spa-Francorchamps i Francorchamps i Belgien. Det var det fjärde av elva lopp ingående i Formel 1-VM 1967 och kördes över 28 varv. Sammanlagt tio förare av arton startande fullföljde loppet, varav fyra förare låg på ledarvarvet vid målgång. Loppet vanns av Dan Gurney för Eagle, tvåa blev Jackie Stewart för BRM, och trea blev Chris Amon för Ferrari.

## Resultat
| Pos.    | Nr. | Förare              | Konstruktör     | Däck      | Varv | Tid/Bröt          | Grid | Poäng |
| ------- | --- | ------------------- | --------------- | --------- | ---- | ----------------- | ---- | ----- |
| 1       | 36  | Dan Gurney          | Eagle-Weslake   | Goodyear  | 28   | 1:40:49.4         | 2    | 9     |
| 2       | 14  | Jackie Stewart      | BRM             | Goodyear  | 28   | + 1:03.0          | 6    | 6     |
| 3       | 1   | Chris Amon          | Ferrari         | Firestone | 28   | + 1:40.0          | 5    | 4     |
| 4       | 29  | Jochen Rindt        | Cooper-Maserati | Firestone | 28   | + 2:13.9          | 4    | 3     |
| 5       | 12  | Mike Spence         | BRM             | Goodyear  | 27   | + 1 varv          | 11   | 2     |
| 6       | 21  | Jim Clark           | Lotus-Ford      | Firestone | 27   | + 1 varv          | 1    | 1     |
| 7       | 34  | Jo Siffert          | Cooper-Maserati | Firestone | 27   | + 1 varv          | 16   |       |
| 8       | 19  | Bob Anderson        | Brabham-Climax  | Firestone | 26   | + 2 varv          | 17   |       |
| 9       | 30  | Pedro Rodríguez     | Cooper-Maserati | Firestone | 25   | Motor (+ 3 varv)  | 13   |       |
| 10      | 32  | Guy Ligier          | Cooper-Maserati | Firestone | 25   | + 3 varv          | 18   |       |
| NC      | 2   | Ludovico Scarfiotti | Ferrari         | Firestone | 24   | Körde för få varv | 9    |       |
| Bröt    | 25  | Jack Brabham        | Brabham-Repco   | Goodyear  | 15   | Motor             | 7    |       |
| Bröt    | 26  | Denny Hulme         | Brabham-Repco   | Goodyear  | 14   | Motor             | 14   |       |
| Bröt    | 39  | Jo Bonnier          | Cooper-Maserati | Firestone | 10   | Motor             | 12   |       |
| Bröt    | 22  | Graham Hill         | Lotus-Ford      | Firestone | 3    | Koppling          | 3    |       |
| Bröt    | 7   | John Surtees        | Honda           | Firestone | 1    | Motor             | 10   |       |
| Bröt    | 17  | Chris Irwin         | Dunlop          | Firestone | 1    | Motor             | 15   |       |
| Bröt    | 3   | Mike Parkes         | Ferrari         | Firestone | 0    | Olycka            | 8    |       |
| Källor: |     |                     |                 |           |      |                   |      |       |